# Les Clients d'Avrenos
Les Clients d'Avrenos est un roman de Georges Simenon paru en 1935.

## Résumé
Dans un cabaret d'Ankara, Bernard de Jonsac lie connaissance avec une jeune danseuse, Nouchi. La jeune fille lui demande de l'emmener : le lendemain, ils partent en sleeping pour Stamboul, où Jonsac accomplit de petites besognes pour le compte de l'ambassade de France. Ils vivent ensemble à l'hôtel, en camarades, malgré les désirs de Jonsac. Puis, comme Nouchi, sans domicile fixe ni emploi, risque une mesure d'expulsion, ils se marient. Mais la jeune fille refuse de consommer leur union. 
Jonsac et Nouchi dînent au restaurant tenu par Avrenos, où se retrouve un certain « milieu » : un banquier véreux, un noble ruiné par le nouveau régime, un artiste, un journaliste. Chez l'un d'eux, ils fument le haschich en récitant des poèmes. Ces marginaux, dont Jonsac est le familier depuis longtemps, deviennent tous plus ou moins amoureux de Nouchi. Un soir, Jonsac fait la rencontre de Lelia, l'amie d'un diplomate suédois nommé Stolberg ; celui-ci la délaisse pour faire la cour à Nouchi. Lelia veut se noyer, Jonsac l'en empêche de justesse. Le lendemain, elle tente de s'empoisonner. Jonsac devient de plus en plus intime avec la jeune fille. Nouchi l'incite à la séduire. Il l'amène chez lui et en abuse : Lelia saute par le balcon et se fracasse le bassin ; elle restera paralysée pour la vie. Mais l'ambassadeur et les amis turcs de Jonsac étouffent l'affaire. 
Une nuit, alors qu'il ne l'espérait plus, Nouchi s'offre à lui, inerte – et il en sera toujours ainsi. Elle a beau être entourée d'hommes, elle n'aime pas l'amour. Un souvenir de son adolescence pauvre l'a traumatisée...

## Aspects particuliers du roman
L’aventure d’un couple étrange, rendu inséparable par ses contradictions mêmes, sert de trame à l’évocation d’une vie de nonchalance et de délicat avilissement dans le cadre du Bosphore. Le point de vue est celui d’un narrateur étranger à ses personnages. 

## Fiche signalétique de l'ouvrage

### Cadre spatio-temporel

#### Espace
Ankara. Stamboul. Therapia. 

#### Temps
Sous le régime de Kemal Ataturk (donc, après 1923).

### Les personnages

#### Personnage principal
Bernard de Jonsac, Français. Drogman (interprète et commissionnaire) à l’ambassade de France de Stamboul. Célibataire (au début du récit). 40 ans.

#### Autres personnages
- Nouchi, jeune danseuse hongroise, 17 ans
- Lelia Pastore, jeune fille de la riche bourgeoisie turque, 23 ans.

## Éditions
- Édition originale : Gallimard, 1935
- Tout Simenon, tome 19, Omnibus, 2003  (ISBN 978-2-258-06104-0)
- Folio Policier n° 442, 2006  (ISBN 978-2-07-034150-4)
- Romans durs, tome 2, Omnibus, 2012  (ISBN 978-2-258-09356-0)
- Romans durs, tome 2, Omnibus, 2023  (ISBN 978-2-258-20259-7)

## Adaptation
Les Clients d'Avrenos, adaptation TV de Philippe Venault, scénario d'Emmanuel Carrère, avec Jacques Gamblin, Carlotta Natoli et Claire Borotra (1996).

## Source
Maurice Piron, Michel Lemoine, L'Univers de Simenon, guide des romans et nouvelles (1931-1972) de Georges Simenon, Presses de la Cité, 1983, p. 42-43  (ISBN 978-2-258-01152-6)